# 父子骑驴
父子骑驴（英語：miller, his son and the donkey）是一则寓言，讲述父子二人牵驴在路上行走时，无论骑驴与否、让谁骑驴，都会受到路人非议。该故事常被认为是《伊索寓言》之一，但它实际创作于13世纪，并未见于古希腊寓言之中。

## 内容
一对父子与一头驴一同出行。儿子骑驴时，路人责备年轻人不关照长者；父亲骑驴时，路人指责他不爱护自己的儿子。两人皆步行时，路人嘲笑他们有驴而不骑；两人皆骑驴时，路人则批评他们虐待动物。最终二人将驴抬起来走，更是受到路人讥讽。故事常以两人一怒之下将驴子抛弃，或驴子意外丧生作结。:67
该故事在不同来源中存在多个版本。在一些版本中不是父子，而是一对夫妻或是父女出行。除上述的几种情况外，路人有时还会在两人共同骑驴时对父子在驴背上的先后位置表示不满，无论谁先谁后。父亲可能会以教育者的身份出现，在故事结尾以这段经历向儿子阐明人应有主见等道理；另一些版本中则是故事的讲述者以旁白的形式插入解说。:67-68

## 历史
父子骑驴的故事现存最早的版本载于13世纪阿拉伯历史学家伊本·赛义德·马格里比的著作中，并在同一时期于欧洲传播开来。13世纪末期在法国成书的《示范故事大观》、14世纪的西班牙故事集《卢卡诺尔伯爵》均有记载:191。虽然常被认为由古希腊作家伊索所作，该故事于16世纪开始方被加入《伊索寓言》的各类译本之中。
尽管古希腊寓言中并无这一故事，路德维希·拉德马赫尔、威廉·汉森等学者认为其灵感来源或许仍可以追溯至古希腊时期。阿里斯托芬在其喜剧《蛙》的开头描述了酒神狄俄倪索斯与其仆人克桑西阿斯一同出行的情节：克桑西阿斯骑在驴上，同时又将行李扛在自己肩上，自认这样做便是自己而不是驴子在扛行李了；这一行为受到狄俄倪索斯的质疑。两则故事都以二人一同与驴出行为主题，皆有人与驴角色转换、由人来扛重物的反差，因而父子骑驴的故事可能源自阿里斯托芬的喜剧。:68-69:85-86
法国传教士金尼阁于17世纪至明朝传教时曾将《伊索寓言》选译至中文，定名《况义》，其中即包含父子骑驴的故事:9-10：
田父携稚儿行，家有一驴，不得并骑。父曰：“而步弱，驱之，我尚耐行。”人共詈儿曰：“忍若父，若自安？”儿因走，父前驱。行人又詈父曰：“而尚堪而忍儿孱？”尔乃父子俱舍驴徒走。行人又复嗤之曰：“有驴不用，空自惫。”父子于是索木棍与绳，捆驴脚抬走，则更失笑于行人，曰：“风子！是父子！”父子大嗔曰：“这们难快人意，搏杀驴勿用。”义曰：道旁之筑，故自难。欲成乃公事，怨独任之，谤共分之，莫作田父痴。